# Merlerault-le-Pin
Merlerault-le-Pin es una comuna nueva francesa situada en el departamento de Orne, de la región de Normandía.

## Historia
Fue creada el 1 de enero de 2025, en aplicación de una resolución del prefecto de Orne de 13 de septiembre de 2024 con la unión de las comunas de Godisson, La Genevraie, Le Merlerault, Les Authieux-du-Puits y Nonant-le-Pin, pasando a estar el ayuntamiento en la antigua comuna de Le Merlerault.

## Demografía
Según los datos aportados en la resolución del prefecto de Orne, la comuna se crea con 1497 habitantes.

## Composición
| Comuna delegada       | Código INSEE | Población (2022) | Superficie (km²) | Densidad (hab./km²) |
| --------------------- | ------------ | ---------------- | ---------------- | ------------------- |
| Godisson              | 61192        | 103              | 6.21             | 17                  |
| La Genevraie          | 61188        | 91               | 13.37            | 6.8                 |
| Le Merlerault         | 61275        | 754              | 19.1             | 39                  |
| Les Authieux-du-Puits | 61017        | 76               | 4.43             | 17                  |
| Nonant-le-Pin         | 61310        | 411              | 18.44            | 22                  |